# BNP Paribas Cardif
A BNP Paribas Cardif é uma seguradora de origem francesa criada em 1973, subsidiária do Grupo BNP Paribas, está presente em 36 países, com forte atuação nos mercados da Europa, Ásia e América Latina.
Em 2017, a BNP Paribas Cardif completou 44 anos de existência.

## História
Fundada há mais de 40 anos e líder  mundial  em  seguro  de  crédito, a BNP Paribas Cardif cria soluções inovadoras de seguros e previdência, projetadas para o bom desempenho em um mundo moldado pelo surgimento de novos usos e estilos de vida. 
Subsidiária  do  BNP  Paribas, a companhia tem um modelo de negócio único por meio  de  parcerias  e  desenvolve  soluções com distribuidores em diversos setores,  que   comercializam  os  produtos para seus clientes. A BNP Paribas Cardif  é especialista global em seguros pessoais, atendendo 100 milhões de clientes  em  35  países com forte atuação em três regiões - Europa, Ásia e América Latina.
Com mais de 10.000 colaboradores em todo o mundo, a seguradora teve prêmios brutos  de  27,1 bilhões de euros em 2016, dos quais 57% foram gerados fora da França.  
No Brasil, a companhia  é especialista na distribuição e líder em seguros massificados em apenas 17 anos de atuação no país. Desenvolve produtos sob medida, distribuídos por meio de parceiros nos mercados de Bancos e Financeiras de Consumo, Automóvel, Varejo e Imobiliário. Possui mais de 26 milhões de certificados ativos, 55 parceiros de negócios , comercializa aproximadamente 1 milhão de novas apólices por mês e paga mais de 27 mil indenizações, de todos os tipos, mensalmente.  
A companhia é constituída por quatro empresas: Cardif Vida, Cardif Garantia, Cardif Capitalização e a Luizaseg, joint venture formada com a rede varejista Magazine Luiza.  
Em 2016, o faturamento da BNP Paribas Cardif do Brasil foi de R$ 1,87 bilhão e o lucro, R$ 278 milhões

### Diferenciais
- Estrutura comercial especializada de acordo com seu segmento;
- Produtos feitos sob medida com foco no parceiro e no cliente final;
- Gerenciamento setorizado com expertise na distribuição de produtos no canal digital, trade marketing especializado e marketing direto;

### Países de atuação
França, Argentina, Brasil, Chile, Colômbia, México, Peru, Argélia, Áustria, Bélgica, Bulgária, República Tcheca, Dinamarca, Alemanha, Hungria, Itália, Luxemburgo, Noruega, Polônia, Portugal, Romênia, Rússia, Eslováquia, Espanha, Suécia, Holanda, Turquia, Ucrânia, Reino Unido, China, Índia, Japão, Coréia do Sul, Taiwan, Tailândia e Vietnã.

### Responsabilidade Social
A BNP Paribas Cardif contribui com o desenvolvimento econômico sustentável, acreditando melhorar a qualidade de vida da sociedade, tornando-a mais justa e harmônica.
Na companhia existe a preocupação com a implementação, o crescimento e o desenvolvimento dos programas de responsabilidade social, a fim de encorajar e conscientizar os colaboradores a contribuir com um mundo cada vez mais justo.  Isso gera bem estar, não somente entre os seus colaboradores, mas também entre todos os envolvidos no processo.
Existe o trabalho nos seguintes pilares da responsabilidade social: empregabilidade, meio ambiente, envolvimento comunitário e empreendedorismo social. 

## BNP Paribas Cardif no Brasil
A atuação da filial brasileira é  uma das mais expressivas dentro do Grupo. A BNP Paribas  Cardif  é especialista na distribuição e líder em seguros massificados  em  apenas 17 anos de atuação no país. Possui um modelo de negócio inovador em que  a estrutura comercial é organizada pelos principais mercados de atuação de  forma customizada: Automóvel, Bancos e Financeiras, Imobiliário, Varejo e  E-commerce. 
Por conta da sua expertise é a  seguradora de uma das maiores redes varejistas do país, o Magazine Luiza, e em  2005 criou a joint venture Luizaseg.  Além da Luizaseg,  é formada pela Cardif  Vida, Cardif  Garantias e Cardif  Capitalização. Com essa estrutura comercializa aproximadamente 1 milhão de  apólices por mês, possui mais de 50 parceiros de negócios, cerca de 600  colaboradores e paga mais de 27 mil indenizações, de todos os tipos, a cada mês.
Fundada no Brasil em 2000, a  empresa distribui seguros como Proteção Financeira, Residencial, Garantia  Estendida, Acidentes Pessoais e o Autofácil,  produtos de grande aderência para clientes de diversos perfis. Além deles, o  desafio da BNP Paribas  Cardif  do Brasil é desenvolver e implementar projetos pioneiros e estratégicos,  elaborando produtos sob medida para atender as necessidades de cada parceiro.
A companhia tem postura inovadora e  está à frente do mercado, impulsionada tanto pelas novas áreas de atuação  quanto pelo aumento de negócios com os parceiros já existentes. Por isso, nos  últimos anos, apresentou forte crescimento, acima da média do segmento,  alcançado por meio de alianças estratégicas de longo prazo com renomadas  empresas brasileiras e multinacionais.
Como resultado, a BNP Paribas  Cardif  Brasil tornou-se referência no mercado de seguros e em 2016, o seu faturamento  atingiu mais de R$ 1,8 bilhão. Esse número demonstra a boa estratégia da  companhia, que é sempre assertiva na subscrição de riscos, de vender seguros de maneira simples, desburocratizada e com foco na comercialização por meios  digitais

### Seguros
- Garantia Estendida
- Proteção Financeira
- Autofácil
- Acidentes Pessoais
- Proteção contra imprevistos.
- Capitalização
- Diária por Internação Hospitalar – DIH Vida
- Seguro Residencial
- GAP – Veículos
- Roubo de Furto de Portáteis
- Bolsa Protegida
- Home Protection

## Sobre o Grupo BNP Paribas
Originário
da França, o Grupo BNP Paribas é um dos maiores conglomerados financeiros do
mundo. Presente em 75 países e com cerca de 188 mil colaboradores, é líder
europeu em serviços bancários e financeiros, com plataformas e unidades de
negócios mais completas e competentes da indústria bancária mundial.
O Grupo BNP Paribas privilegia os segmentos nos quais é
especialista, atendendo clientes e parceiros com padrão de excelência de um
banco de classe mundial, referência em qualidade em serviços, performance e
confiabilidade no setor financeiro.
No Brasil, o BNP Paribas é uma das maiores instituições de
investimento do país. Desde a sua fundação, ganha notoriedade pela sua
contribuição no crescimento das empresas nacionais, por sua atuação que engloba
diversas áreas financeiras, como: Banco de Financiamento e Investimento,
Private Banking, Asset Management, Seguros e Crédito ao Consumidor. Todos os
negócios realizados pelo Banco BNP Paribas Brasil são marcados pela
transparência, foco na satisfação do cliente e gerência dinâmica.
Na área de crédito, o Banco BNP Paribas Brasil foi o
primeiro no ranking de Empréstimos do Jornal Valor Econômico, realizado em
2010, que inclui todas as operações sindicalizadas realizadas por empresas,
bancos e governo. Também consagrou-se líder nos rankings de captações em outras
moedas, empréstimos em outras moedas e empréstimos do setor financeiro.

### Empresas do Grupo

#### Grupo BNP Paribas no Mundo
BNP Paribas Group, BNP Paribas Cardif, Arval França, Cetelem França.

#### Grupo BNP Paribas no Brasil
BNP Paribas Brasil, Arval Brasil, Cetelem Brasil, Luizaseg, Seguro Autofácil

#### BNP Paribas Cardif – América Latina
BNP Paribas Cardif Chile, BNP Paribas Cardif
Argentina, BNP Paribas Cardif México, BNP Paribas Cardif
Peru, BNP Paribas Cardif Colômbia.
Para conhecer mais sobre as empresas do Grupo BNP Paribas, acesse
o site da BNP Paribas Cardif

### Valores
O Banco BNP Paribas é atento à evolução do mundo dos
negócios, com reconhecida capacidade para adaptar-se às mudanças com rapidez e
eficiência, de modo a antecipar-se às necessidades de seus clientes e com
determinação em ser referência no mercado.
Mais que um banco “para um mundo em mudança”, o BNP Paribas
trabalha de acordo com quatro valores corporativos que, juntos, representam a
essência de suas ações, fundamentais e que estão sob o “guarda-chuva” da
logomarca e da assinatura BNP Paribas, com as quatro estrelas em movimento simbolizando
dinamismo e progresso:
- CAPACIDADE DE RESPOSTA: Rapidez na avaliação de cenários, na identificação de

oportunidades e riscos com eficiência no processo de decisão e ação;
- CRIATIVIDADE: Incentivo a novas iniciativas e ideias;
- COMPROMISSO: Excelência nos serviços;
- AMBIÇÃO: Busca por liderança, desafios e sucesso.